# Кунар
Куна́р (пушту کُنَر) — провінція на сході Афганістану поблизу пакистанського кордону. Основне населення — пуштуни.

## Географічне положення
Кунар розташований на сході Афганістану. Межує з Пакистаном на сході. 86 % території зайнято горами.

## Райони

Райони Кунару

- Асадабад
- Бар-Кунар
- Вата-Пур
- Гхазіабад
- Дангам
- Дараї-Печ
- Кхаз-Кунар
- Маравара
- Наранг-ва-Баділ
- Нарі
- Нуграл
- Сірканай
- Шайгал-ва-Шинтан
- Чапа-Дара
- Чавкай

## Сусідні провінції
| Афганістан | Це незавершена стаття з географії Афганістану. Ви можете допомогти проєкту, виправивши або дописавши її. |